# نی‌انبان

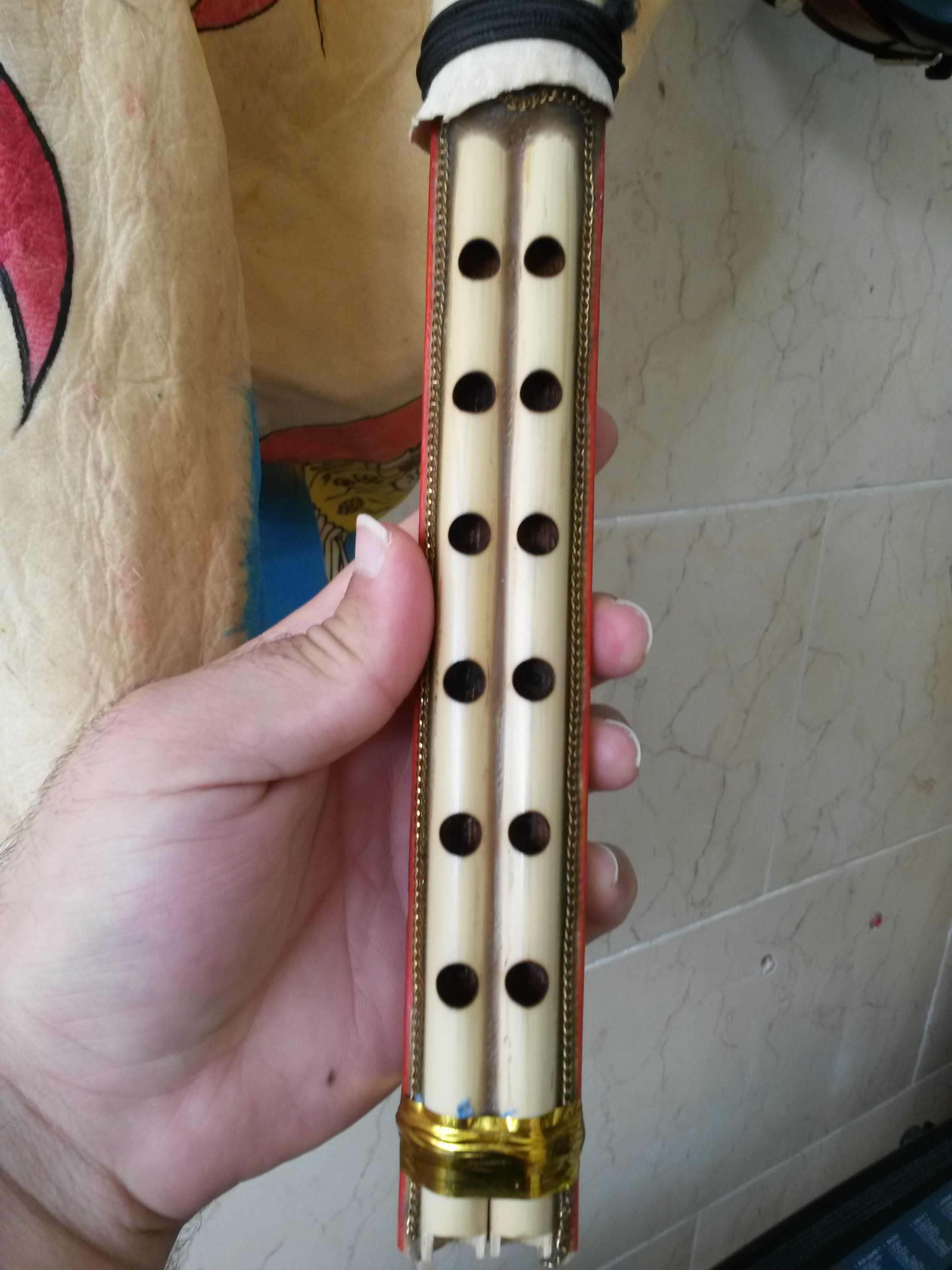
شکل قرار گرفتن نی‌های نی‌انبان ساخته شده در آب‌پخش که در تمام جنوب کشور و کشورهای عربی مانند کویت و بحرین به این شکل ساخته می‌شوند. این نحوه قرار گرفتن نی‌ها مشابه ساز دیگری است که در ایلام به آن دوزله و در خراسان به آن قوشمه و دو سازه می‌گویند. البته در این شیوه ساخت؛ تمیزی و نظم بیشتری دیده می‌شود.

نی‌انبان (به انگلیسی: Bagpipes)سازی تقریباً بزرگتر از دوزله معمولی (و گاه با هفت سوراخ) که انتهای قمیش دار آن به کیسه‌ای به نام «انبان» الصاق و دقیقاً «هواگیری» شده‌است که از این نقطه الصاق هوا خارج و داخل نشود، در نزدیکی محل الصاق دوزله لوله دیگری به طول نامعین خارج شده (محل خروج این لوله نیز به دقت هواگیری شده) که نوازنده آن را به دهان می‌گذارد و از این طریق کیسه را پر باد می‌کند و در نتیجه فشار بازو آرنج بر روی کیسه که هنگام نواختن آن را زیر بغل گرفته‌است؛ هوا را به داخل لوله دوزله می‌فرستند و با انگشتان خود سوراخها را باز و بسته می‌کند.انبان در واقع همان کیسه ی بزرگی است که هوای دمیده شده توسط نوازنده داخل آنجا قرار میگیرد؛ جنس این انبان معمولاً از پوست بُز یا گوسفند است. 

## گونه‌ها
این ساز در کشورهای مختلف به نام‌های گوناگون خوانده می‌شود که ذیلاً به تعدادی از آن‌ها اشاره می‌شود:
1. ایران: زوکرا مربوط به کشور تونس
  1. نی‌انبان
  2. نی‌حمونه
  3. نی‌مشکی
  4. خیکنای

زوکرا مربوط به کشور تونس

  5. نی‌حمبونه (که با کیسه هوا ویا انبان همراه است)
  6. نی‌تکی
  7. نی‌جفتی
  8. نی بی لی بو
  9. دوزله
  10. کِلَم یا قلم که بدون انبان می‌باشد.
  11. ارغون که بدون انبان است و دارای دو نی می‌باشد که یکی برای نواختن ملودی و دیگری که فاقد سوراخ است، برای صدای فرعی یا همراه در نظر گرفته شده‌است و صدایی که از این ساز شنیده می‌شود یک هارمونی است.
2. بحرین: تنها قربه ی بحرین و نی انبان بوشهر هم از نظر صدا و هم از نظر شکل هیچ تفاوتی با هم ندارند و به احتمال زیاد بحرینی‌ها نی انبان را از ایران به دیار خود برده‌اند در حال حاضر نیز از کشورهای عربی جهت تهیهٔ ساز نی انبان به بوشهر سفارش می‌دهند.
3. یونان: تسامیونا که یک دستهٔ نی با انبان است.
  1. دودوک که انبان ندارد و دارای نی تکی می‌باشد که ته آن یک شیپورک جهت پخش صدا تعبیه شده.
  2. چیفته که شباهتی به دستهٔ نی انبان بوشهر دارد و تنها یک شیپورک به ته آن متصل است و دارای پنج سوراخ می‌باشد.
4. ترکیه: تولومکه شبیه تسامبونای یونان می‌باشد ولی شیپورک آن به صورت زاویهٔ ۴۵ درجه نسبت به نی‌ها تعبیه شده‌است.
5. هند: مورلیکه انبان یا مخزن هوای آن از یک کدو قلیانی تو خالی ساخته شده.
  1. زماره:که شبیه نی تکی می‌باشد، جنس نی آن از استخوان پای یک نوع پرنده‌است.
6. مراکش: زَمرکه مانند نی جفتی می‌باشد و دو شیپورک به صورت زاویه ۴۵ درجه یا در بعضی یک شیپورک مانند تسامبونا تعبیه شده.
7. تونس: ذکری یا زوکرا
8. بلغارستان: گی دا
9. چین: کوان با دو لولهٔ استوانه ای مساوی به هم چسبیده که مشابه آن در بیشتر نقاط سرزمین‌های اسلامی رواج دارد.

## تاریخچه
گفته شده‌است که بابِلی‌ها در سال ۲۰۰۰ قبل از میلاد نی انبان داشته‌اند.
در واژه نامهٔ موسیقی ایران زمین جلد دوم به قلم آقای مهدی ستایشگر چنین آمده‌است:
نویسندگان یونانی اختراع انواع نای را به مردم آسیا نسبت داده‌اند، زیرا آثار باقی مانده از نخستین آثار کهن (در خرابه‌های آشور) بازگو کنندهٔ اختراع نای، دونای و چندنای است که به روایت متون یونانی این سازها ابتدا از آسیا به اروپا رفته و کم‌کم به‌صورت فلوت و اقسام آن درآمده‌است. بدیهی است با این استدلال، یونانی‌ها آشنایی با نی و طریقهٔ نواختن آن را از مردم خاورمیانه آموخته‌اند.

### ریشهٔ ساسانی
برخی پژوهشگران بر روی نقش برجسته‌های طاق بستان تصاویری از نواختن نی‌انبان توسط یک نفر دیده‌اند، این تصاویر قدمت این ساز را به دورهٔ ساسانیان برمی‌گرداند. این ساز که در گسترهٔ خاکی خلیج‌فارس و عمدتاً ایران قرار گرفته‌است، احتمال انتقال آن از ایران به کشورهای دیگر بسیار زیاد است، حتی به گفته برخی کارشناسان، این ساز نخست در ایران ساخته و مورد استفاده بوده و در طول سال‌ها به کشورهایی مانند اسکاتلند منتقل شده‌است. این ساز سنتی در همهٔ استان‌های جنوبی کشور مانند هرمزگان، خوزستان، بوشهر بخشی از استان فارس و جزایر خلیج فارس نواخته می‌شود.
بعضی از استادان دانشگاه‌های اروپا هم اعتقاد دارند که این ساز از خلیج فارس آمده و ساخته فارس‌ها می‌باشد. بوشهری‌ها معتقدند که این ساز ساخته و متعلق به آنهاست و به همین دلیل برای زنده نگه داشتن آن بسیار تلاش می‌کنند.

## ثبت ملی و جهانی
نی‌انبان به دلیل فراگیری‌اش در گسترهٔ ملی در سطح کشور و جزایر خلیج‌فارس دارد، با تلاش یک پژوهشگر حوزه موسیقی (محسن شریفیان) و سازمان میراث فرهنگی و گردشگری ۲۲ مهر ۱۳۹۴ با عنوان «مهارت ساختن و نواختن نی‌انبان در گسترهٔ ملی» با شماره ۷۸۳ در فهرست آثار ملی ایران به ثبت رسید. ساز پس از ثبت در فهرست میراث ناملموس ایران، در تلاش برای رسیدن به فهرست میراث جهانی یونسکو است.
نی‌انبان یک ساز بومی متعلق به فلکور استان بوشهر است که اغلب در مجالس عروسی و بزم نواخته می‌شود. این ساز، شناخته شده‌ترین ساز موسیقی جنوب ایران است. سازی که در استان بوشهر، خوزستان، هرمزگان و کرمان از جایگاه ممتازی برخوردار است. بدین سبب محسن شریفیان کوشیده‌است که این ساز را به صورت مشترک، بین مناطق یاد شده به ثبت ملی رساند و خوشبختانه در تاریخ ۲۲/۷/۱۳۹۴ به شماره ۷۸۳ تحت عنوان «مهارت ساخت و نواختن نی‌انبان» با گسترهٔ جغرافیایی ملی در فهرست میراث فرهنگی ناملموس ایران به ثبت رسید.

## نگارخانه

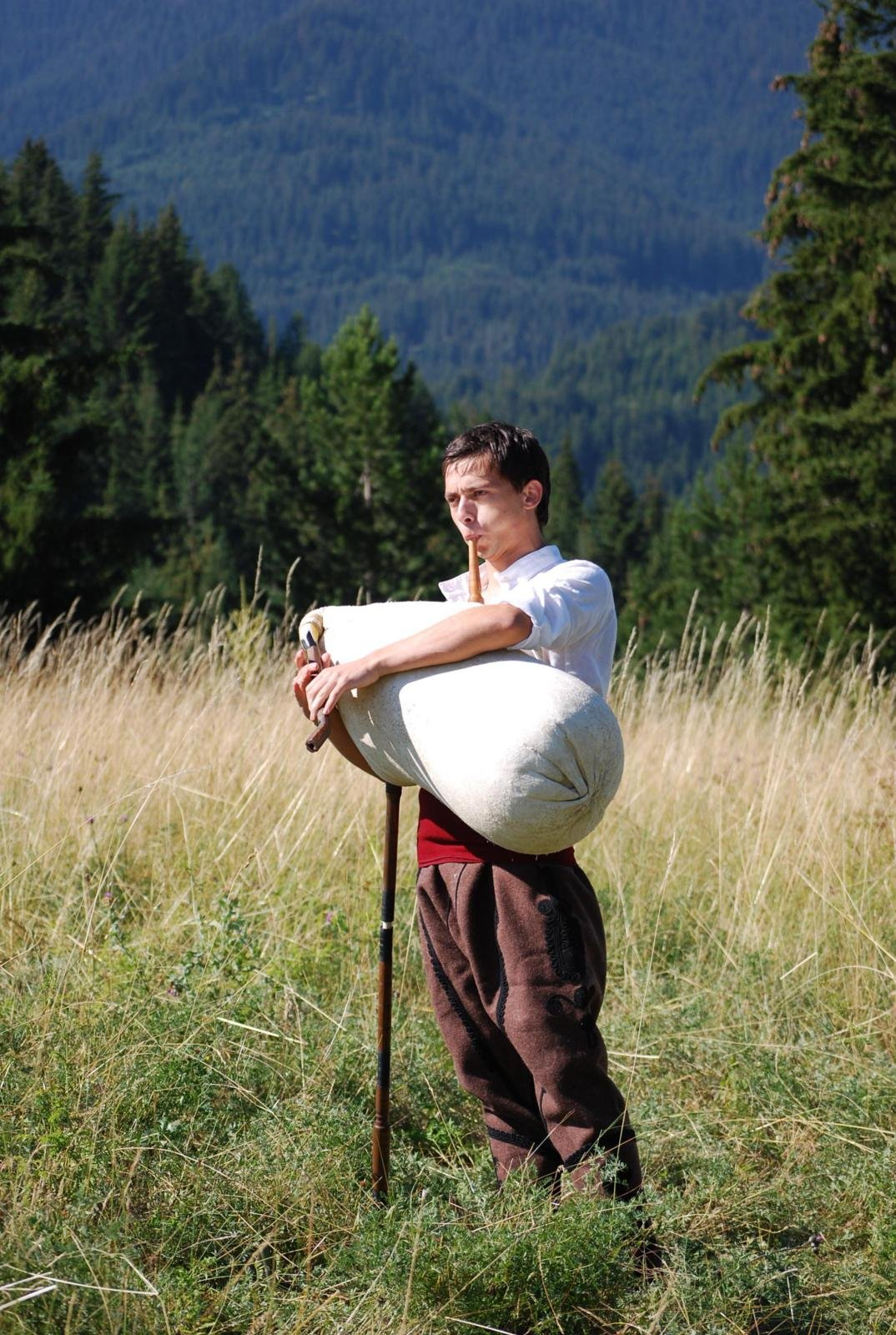
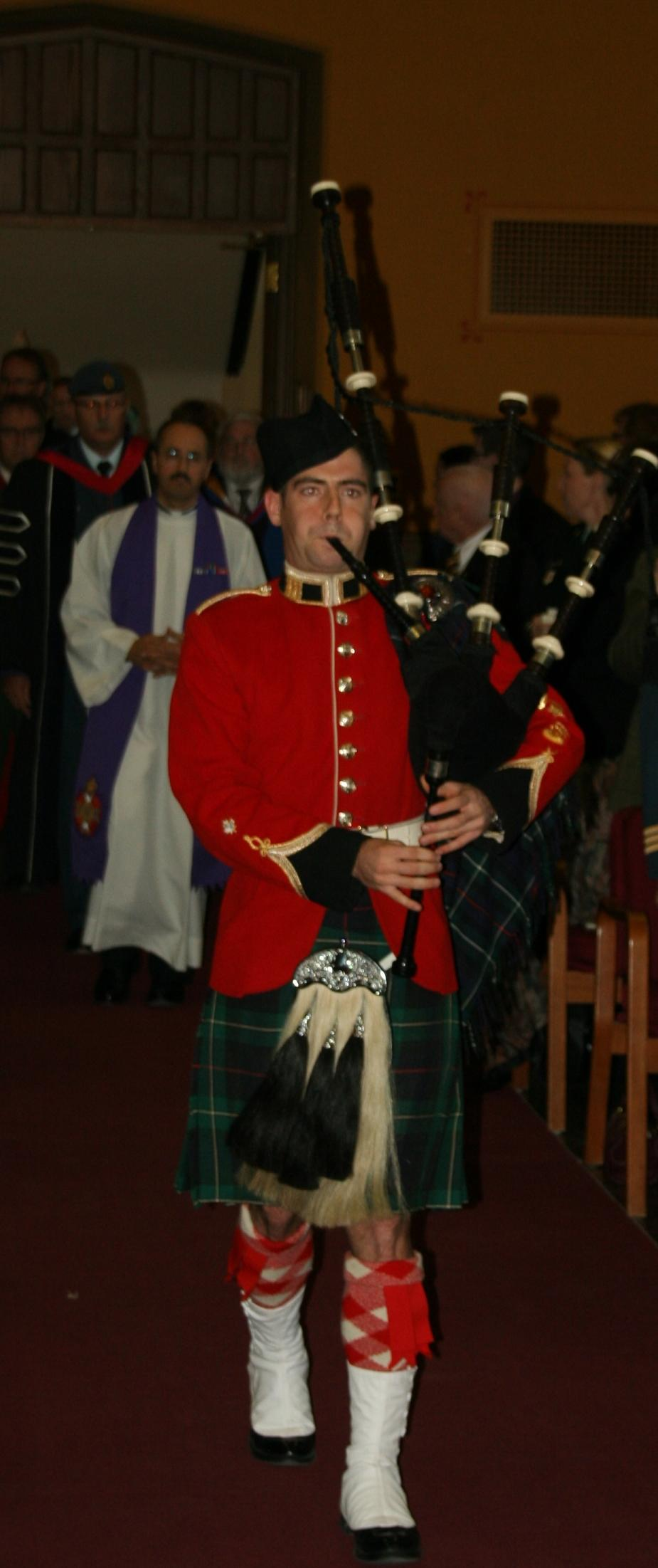
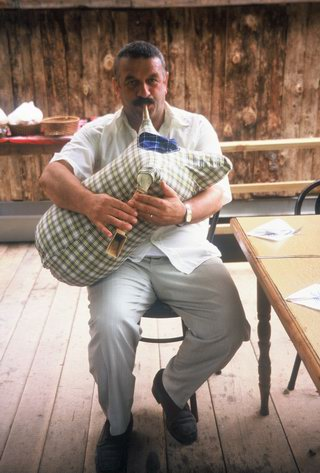
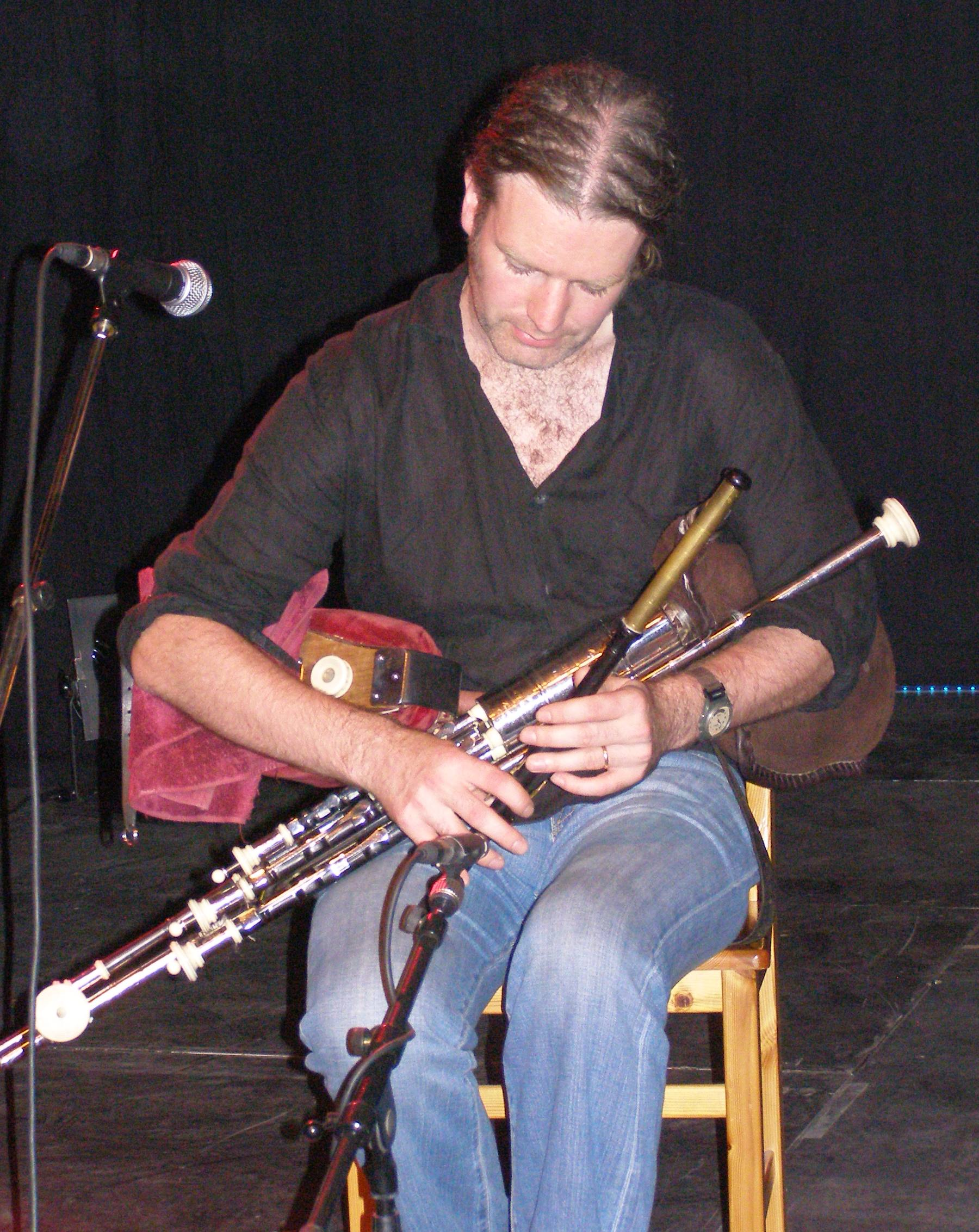
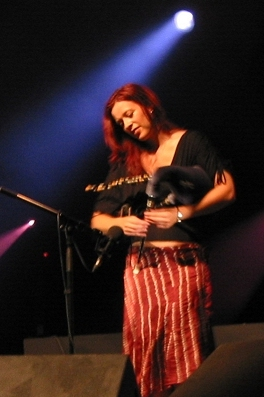
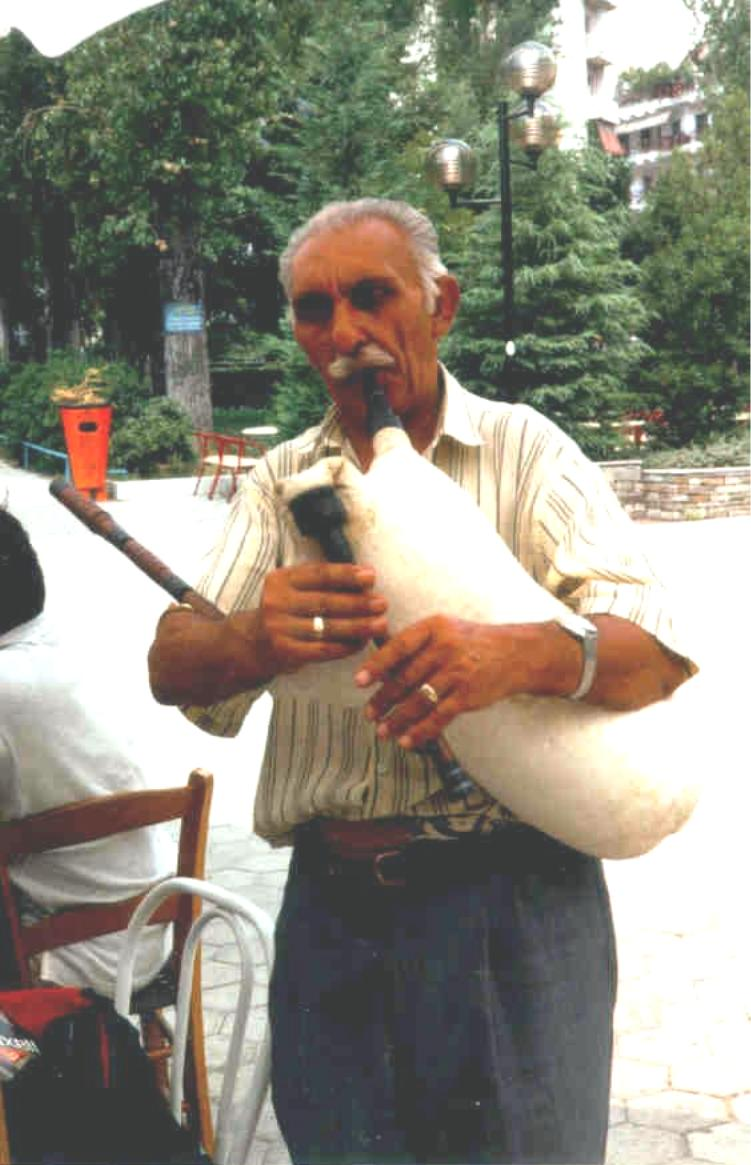
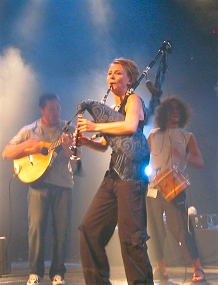
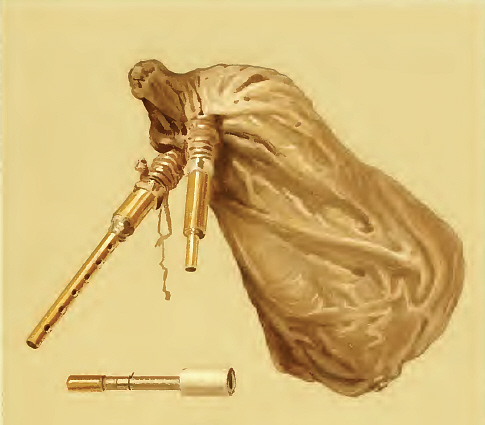
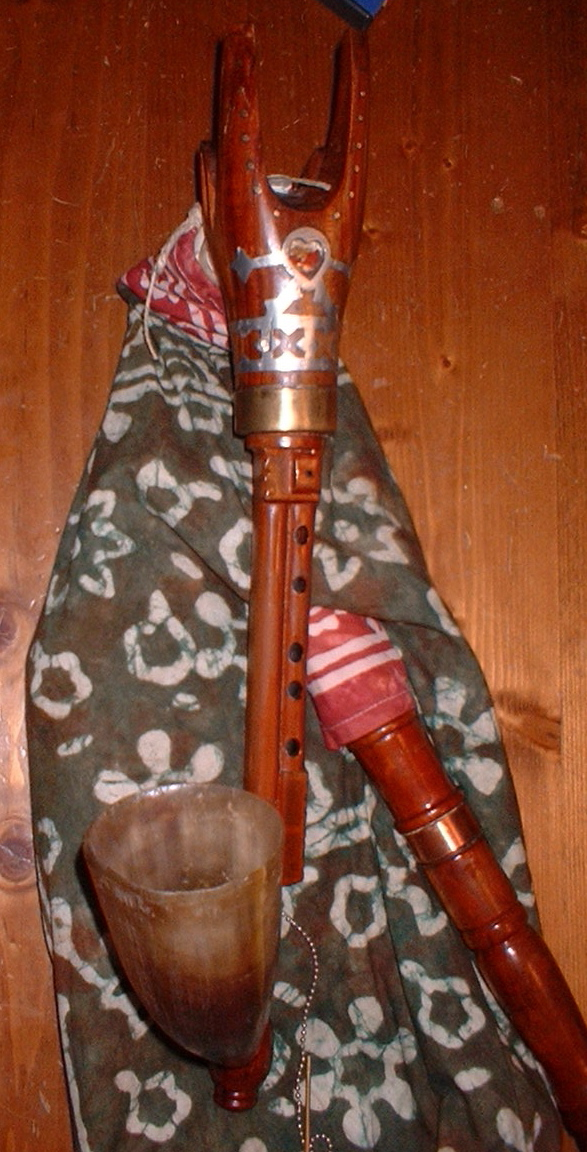
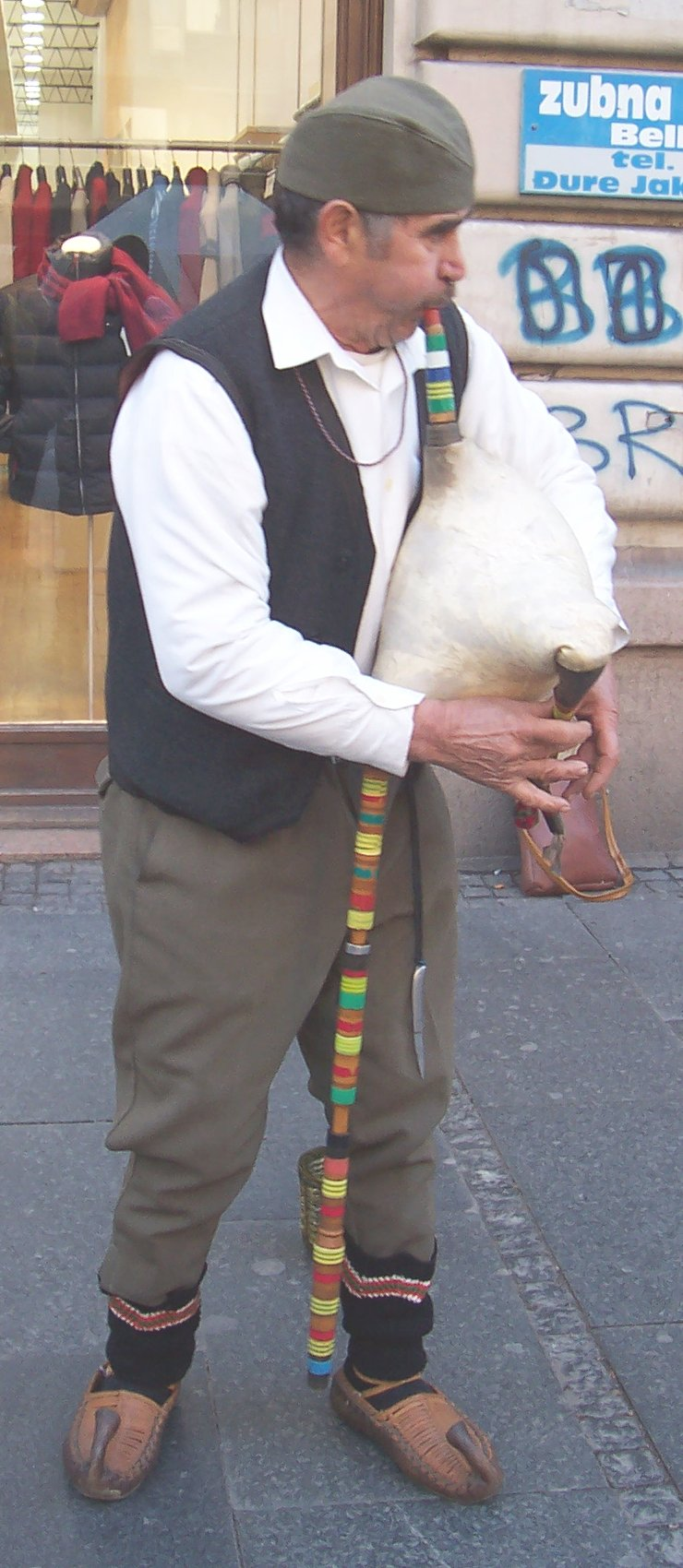
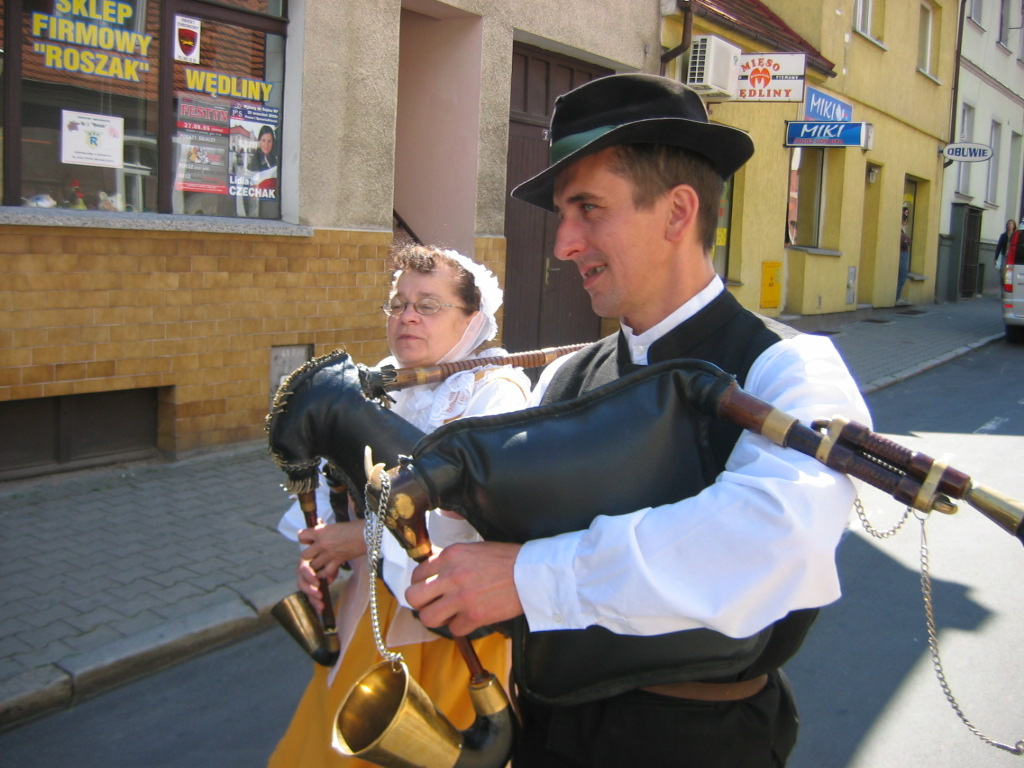
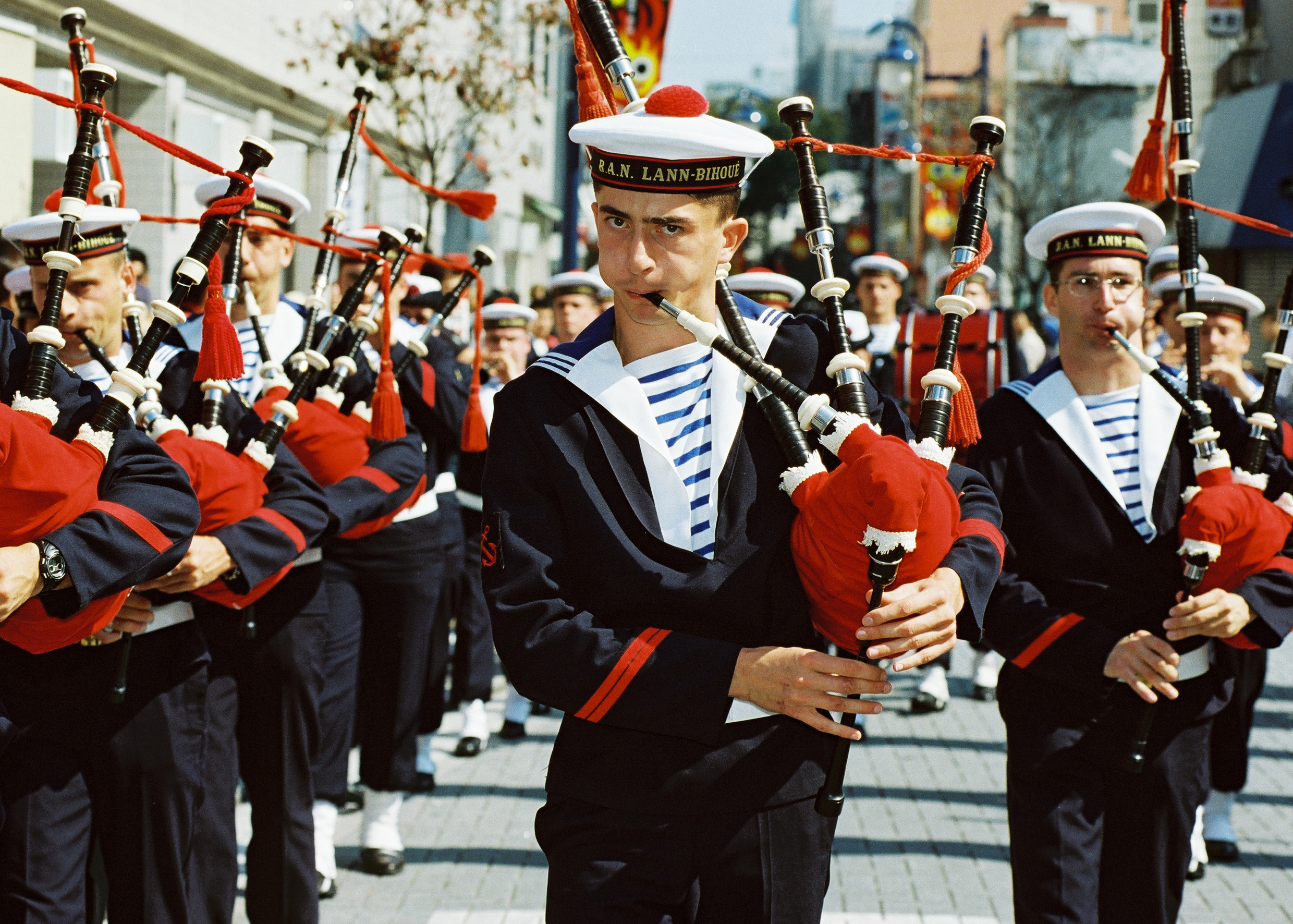
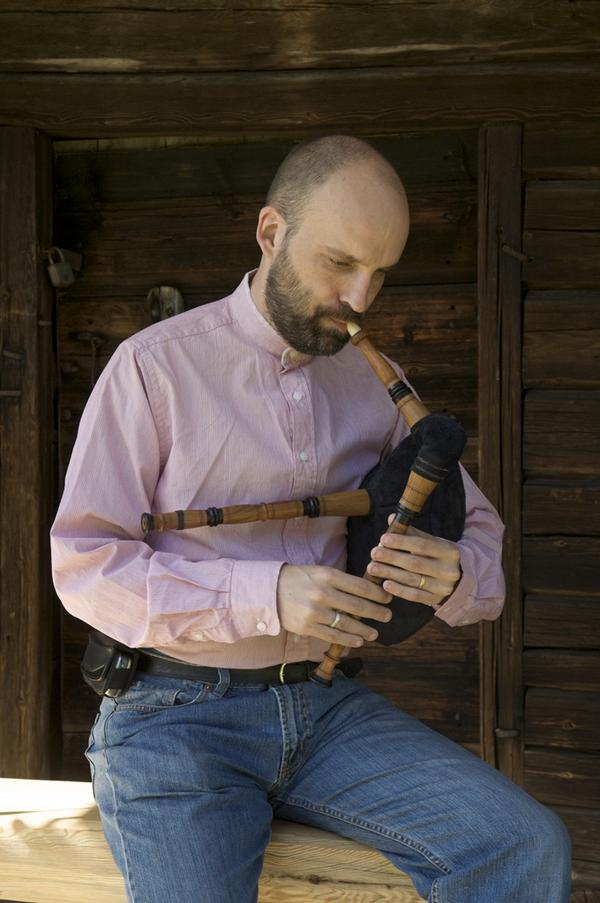
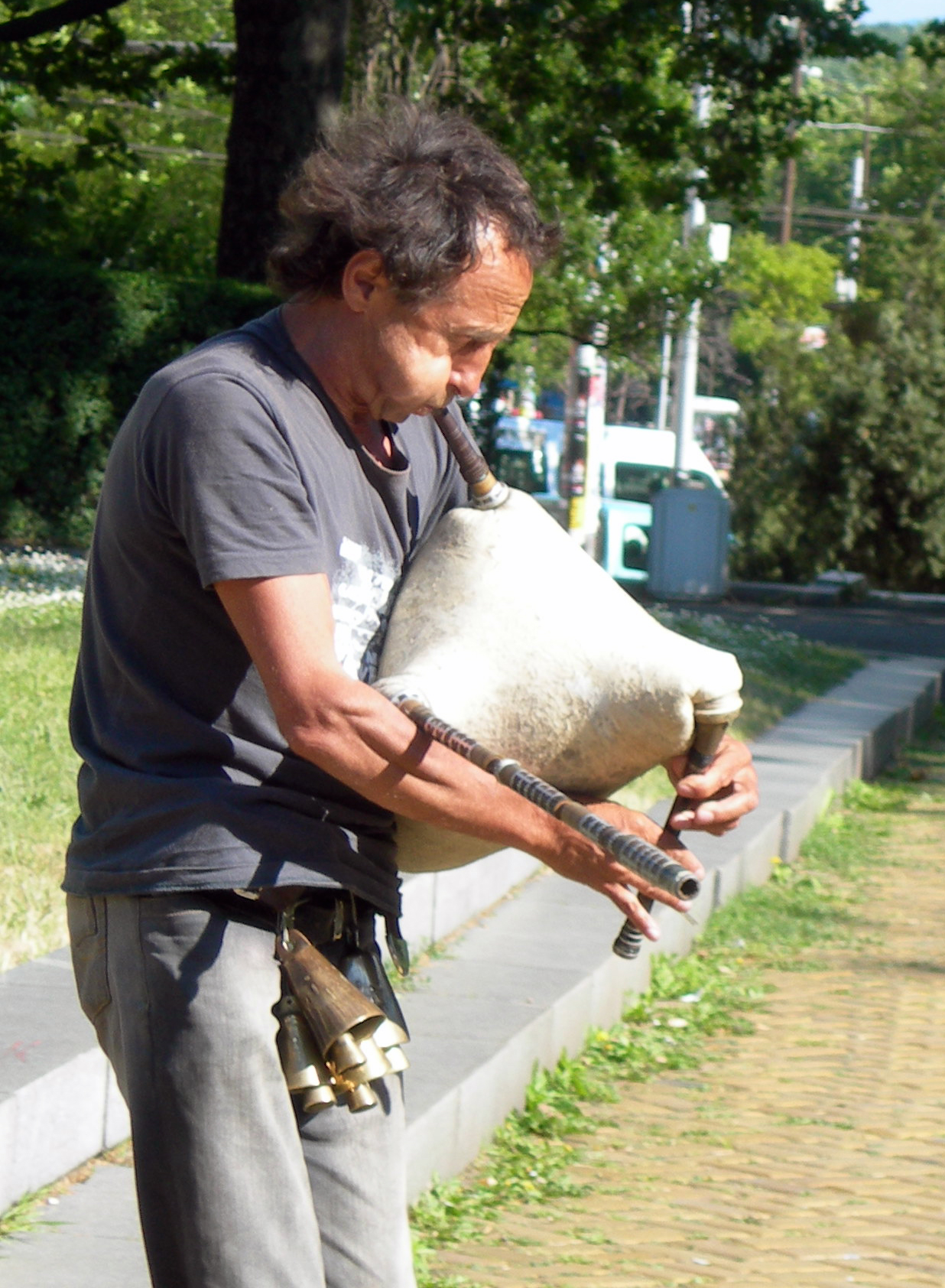
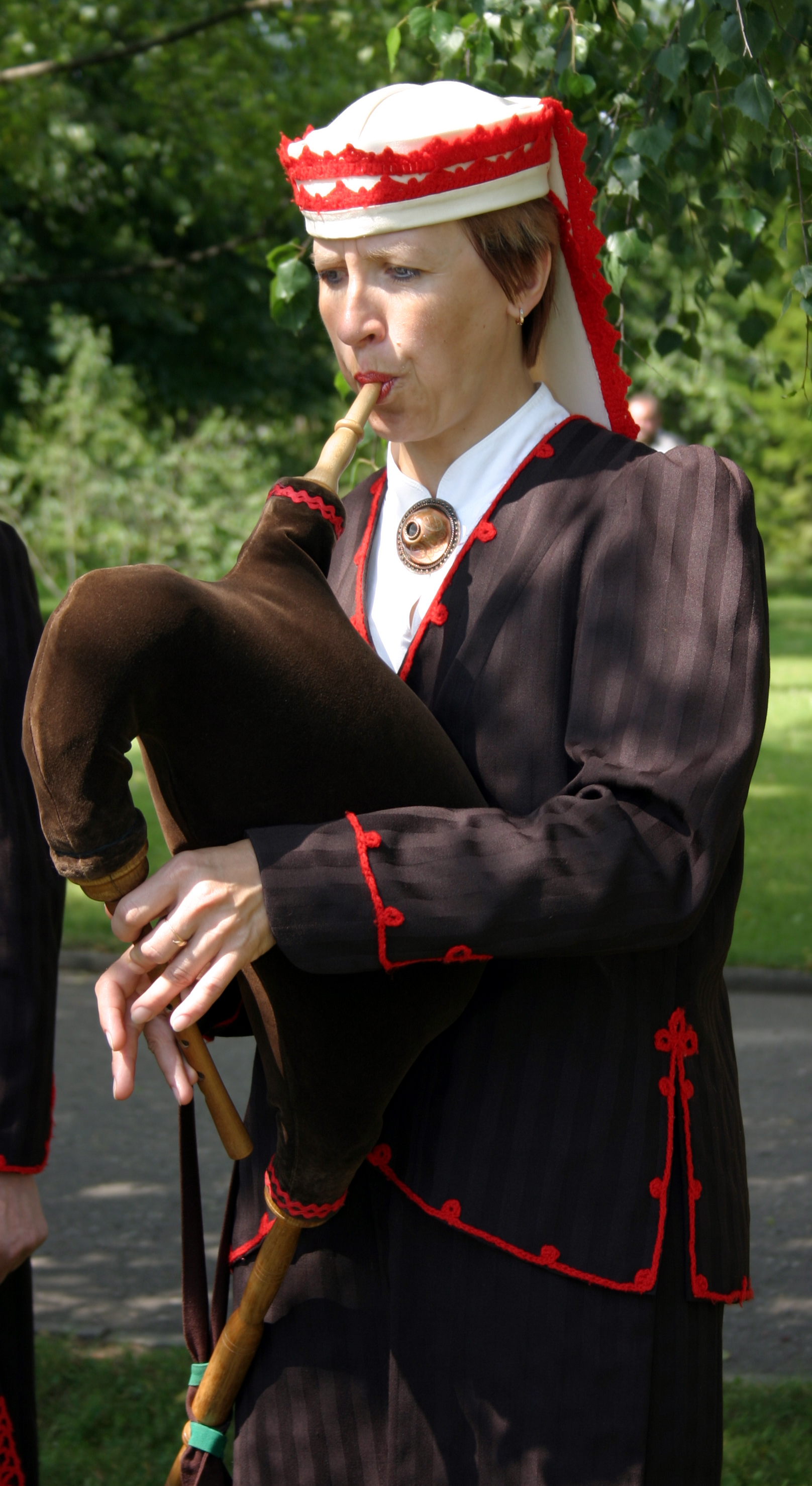
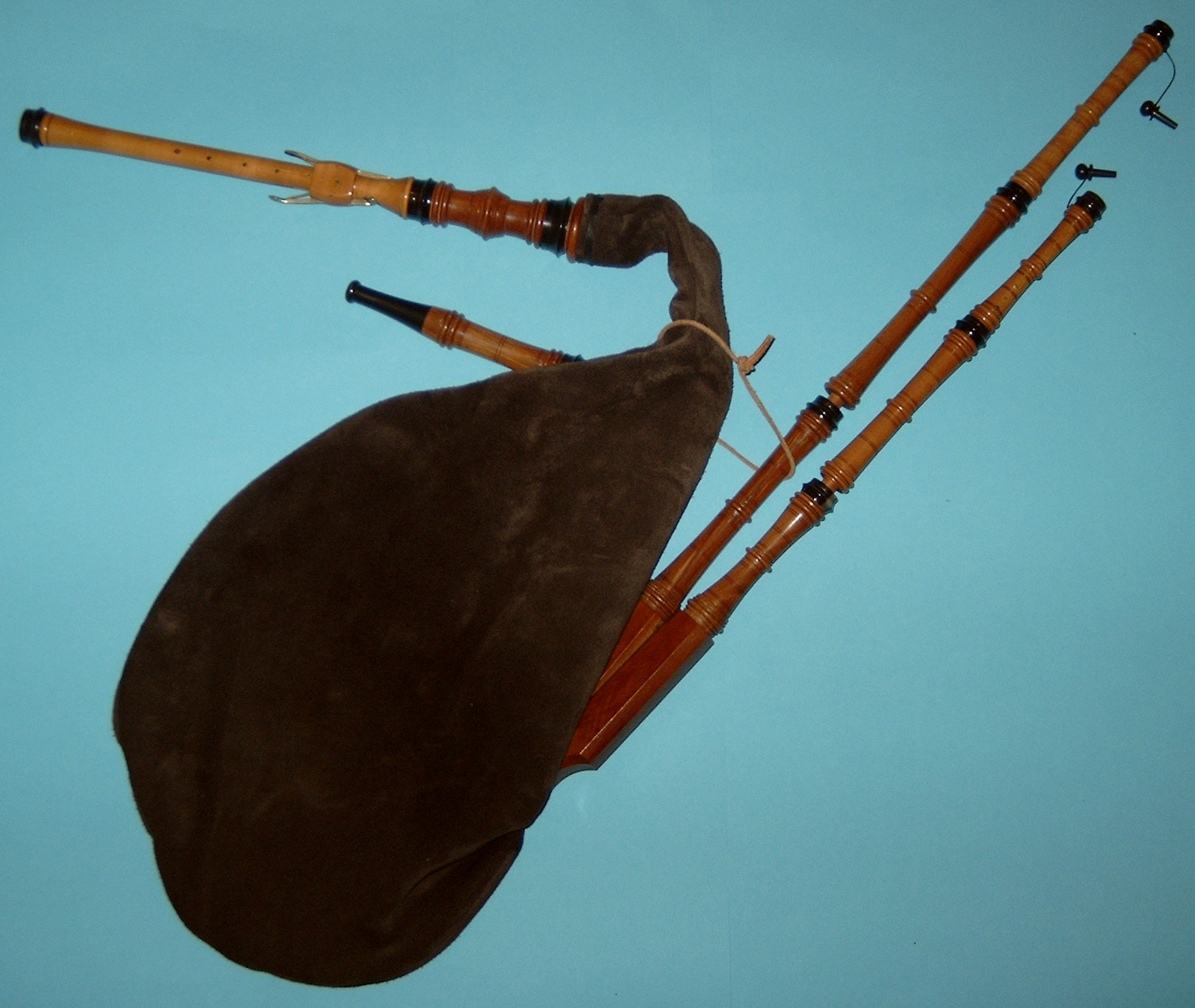
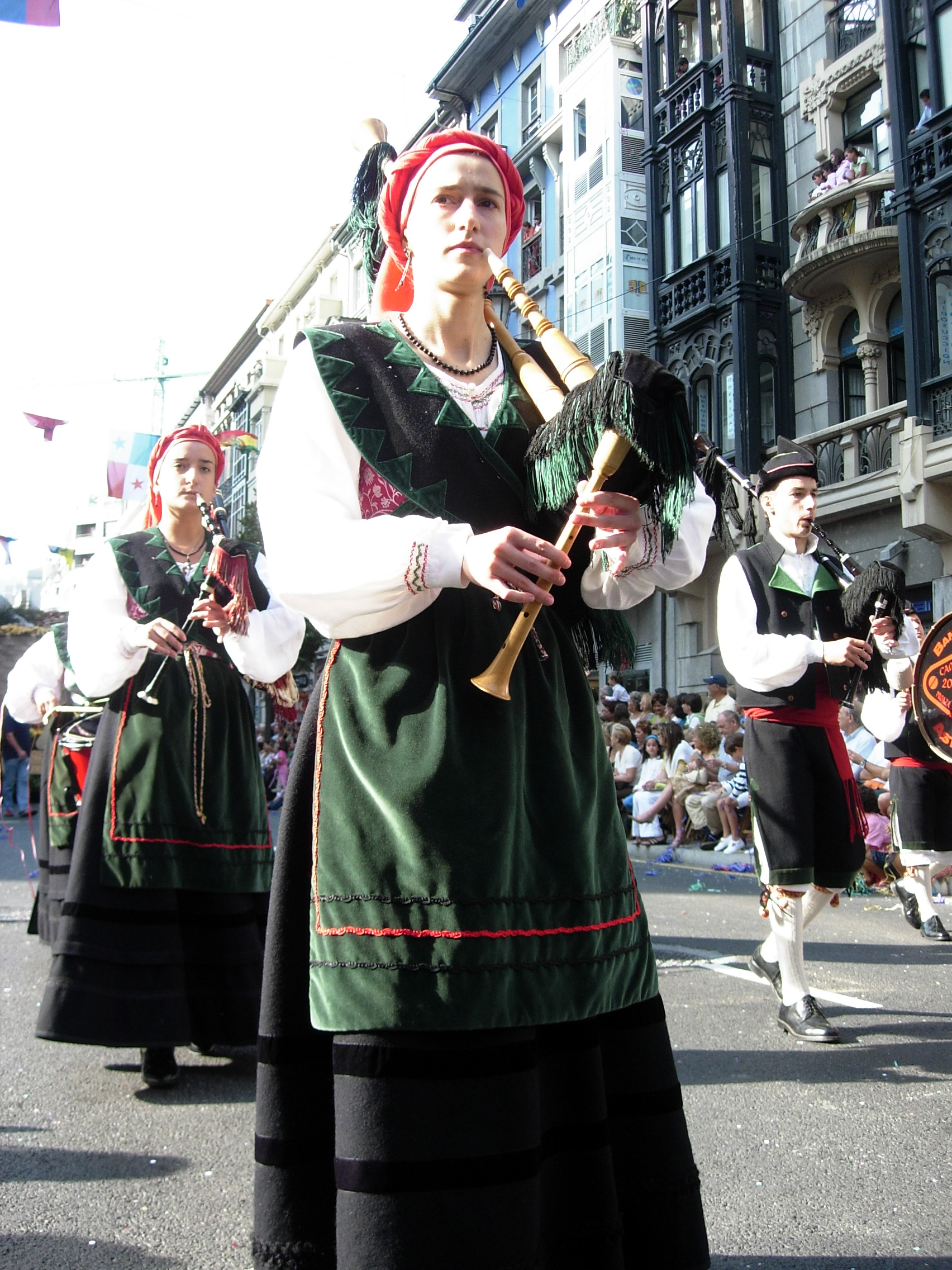
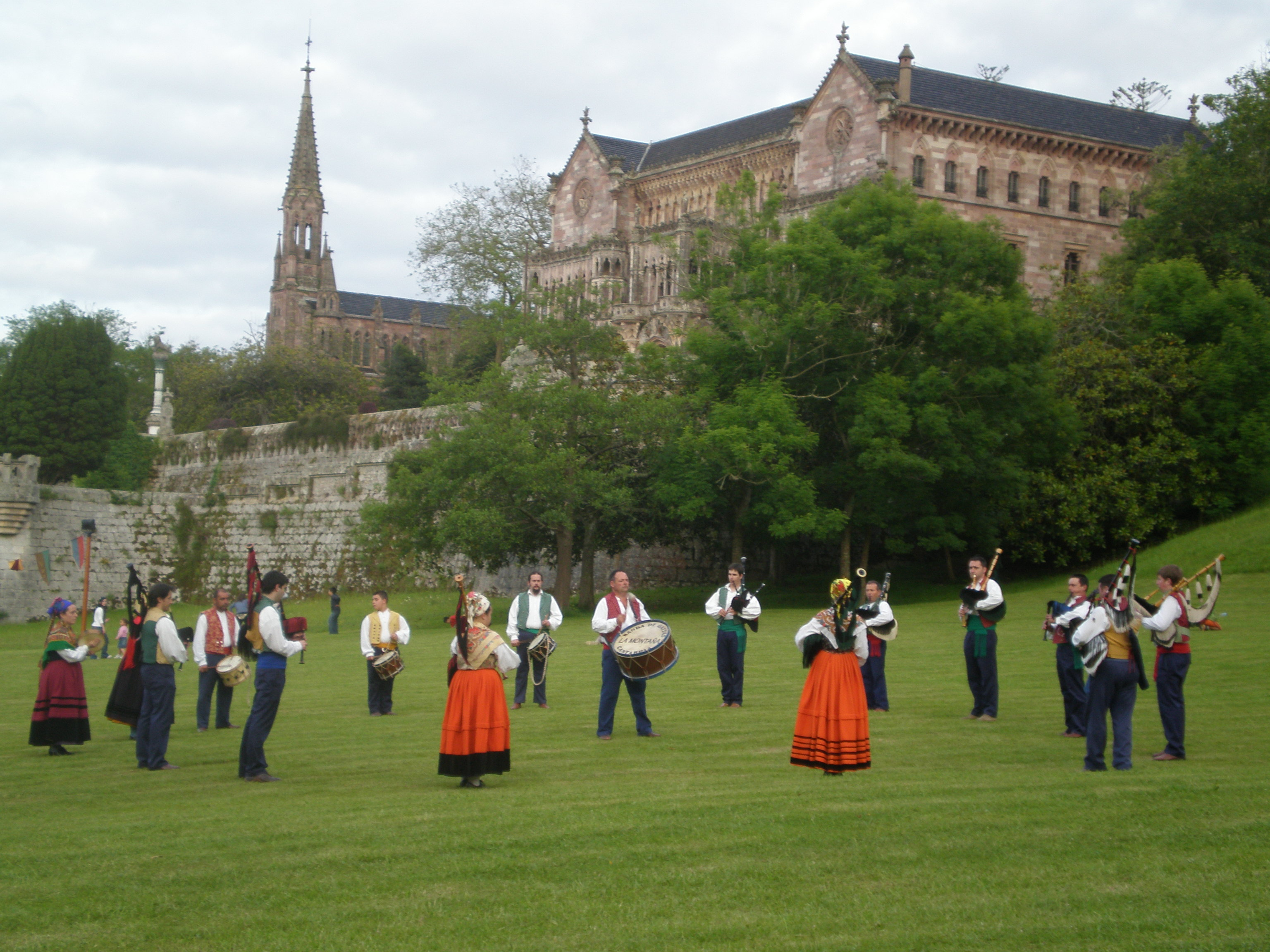